# Kuip van Gent

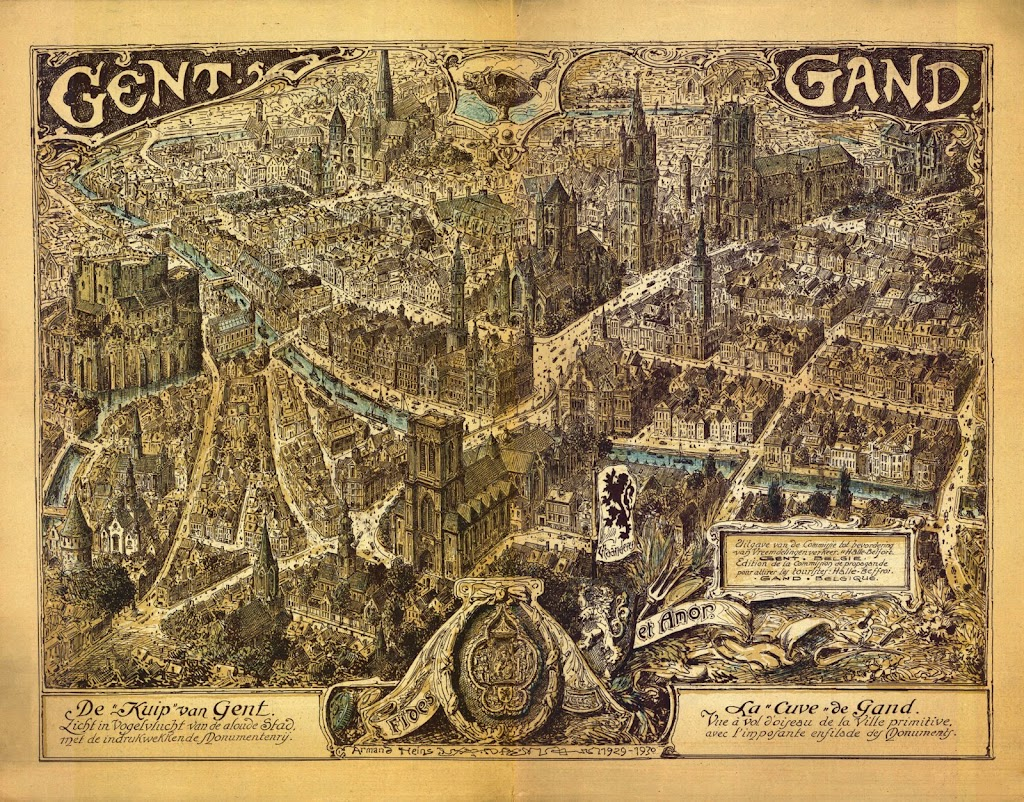
De Kuip van Gent door Armand Heins, 1929

De Kuip van Gent of kortweg Kuip is het historisch centrum van de Belgische stad Gent.
De buurt is een gebied van 80 hectare, omringd door een watergordel. In het noordwesten wordt het begrensd door de Leie, in het noordoosten door de Ottogracht, in het oosten door de Reep, in het zuiden door de Ketelgracht en in het westen door de Houtlei.